# Ян Вацлав Завадовський
Ян Вацлав Завадовський, псевдонім Завадо (народився 14 квітня 1891 року в Скобелці на Волині (нині — село в Горохівському районі Волинської області) — помер 15 листопада 1982 року в Екс-ан-Провансі, Франція) — польський художник. Брат Вітольда Євгеніюша, польського лікаря.

## Життєпис
У 1910—1912 роках Ян Вацлав Завадовський навчався в Краківській академії образотворчих мистецтв у студії Юзефа Панкевича (разом з ним навчалися Мойса Кіслінг та Шимон Мондсайн). У 1912 році оселився в Парижі. Він товаришував з європейськими художниками Блезом Сандраром, Гійомом Аполлінером, Марком Шагалом, Фернаном Леже, Робером Делоне і Максом Жакобом.
Італійський художник Амедео Модільяні намалював портрет Завадовського, а після його смерті Завадовський успадкував його майстерню. Ян Заводовський провів період Першої світової війни в Іспанії, у 1919—1930 рр. жив у Парижі, потім переїхав до Орцелі поблизу Екс-ан-Провансу. У 1938 році він перейшов від Юзефа Панкевича управління паризьким відділенням Краківської академії образотворчих мистецтв.
З 1928 року був членом Товариства польських художників у Парижі (Cercle des Artistes Polonais). Він також був членом гільдії художників-пластиків Єдинорог.
На живопис Яна Завадовського вплинули Поль Сезанн і П'єр Боннард та голландські майстри періоду бароко.
З 1913 року митець брав участь у виставках галереї Поля Кассірера в Берліні, Кельні, Дюссельдорфі та Мюнхені. Він також брав участь у паризьких салонах. Його картини експонувалися у Варшаві, Кракові, Познані та Лодзі (1926, Муніципальна художня галерея). У 1975 році в Палаці мистецтв у Кракові відбулася індивідуальна виставка його робіт. Серед інших знайдені твори Яна Вацлава Завадовського у колекціях Історичного музею в Саноку.